# Carl Magnus Ringström
Carl Magnus Ringström, född 27 augusti 1806 i Mogata, död 2 januari 1846 i Norrköping, var en musikdirektör och amatörorgelbyggare i Norrköping. Han byggde en orgel till Yxnerums kyrka år 1826.

## Biografi
Ringström föddes 27 augusti 1806 på Hult i Mogata. Han var son till mjölnaren Nils Ringström och Maja Johansdotter. 1811 flyttade familjen till Skälkärr i Mogata. Där arbetade hans pappa som bonde och undantagsman. 1821 flyttade han tillbaka från Linköping till sina föräldrar. Den 6 februari 1824 flyttade Ringström till Ukna och blev där organistkandidat. Han gifte sig den 8 november samma år med Maja Lotta Thorén. Hon var dotter till organisten Johan Peter Thorén och Anna Brita Persdotter i Ukna. Ringström arbetade från 1826 som vice organist i Ukna församling. Familjen flyttade 1830 till Norrköping och där började Ringström att arbeta som organist och klockare i Sankt Johannes församling. Han avled 2 januari 1846 i Norrköping.
Vid sin död ägde han bland annat en fagott, ett fortepiano, fyra notställ och en koffert med snickarredskap. Fortepianot hade han köpt av bokhållaren Qvarnström.

### Familj
Ringström gifte sig den 8 november 1824 i Ukna med Maja Lotta Thorén. De fick tillsammans barnen Frants (född 1825) och Christina (född 1832).

## Lista över orglar
| År   | Ursprunglig kyrka | Stift      | Bild | Manualer | Pedal   | Stämmor | Bevarad orgel/fasad | Övrigt |
| ---- | ----------------- | ---------- | ---- | -------- | ------- | ------- | ------------------- | --- |
| 1826 | Yxnerums kyrka    | Linköpings |      | 1        | Bihängd | 8       | Ja/Ja               | Orgeln är mekanisk och har förändrats flera gånger. 1850 ombyggdes orgeln av Anders Jonsson, Ringarum som ändrade Rausqvint 2 chor till Qvinta 3' och Octava 2'. Han tog även bort Mixtur 3 chor. 1912 renoverades orgeln av instrumentmakaren O Erickson, Norrköping som byggde till ett crescendoskåp och sattes in Salicional 8'. 1959 besiktades orgeln av Bröderna Moberg, Sandviken som även tog bort crescendoskåpet. Orgeln reparerades 1972 av kantor Sten-Åke Carlsson, Åtvidaberg som tog bort de trasiga stämmorna Qvinta 3' och Octava 2' och pedalklaven. 1984 eller 1985 renoverades orgeln av Claus Bro-Larsen och Jens Ole Nielsen, Danmark. |